# Joseph S. Nelson
Joseph (Joe) Schieser Nelson (12 de abril de 1937 - 9 de agosto de 2011) fue un ictiólogo americano. Es más conocido por el libro Fishes of the World (1ª edición de 1976 y 4ª edición de 2006), que es un referente en temas relacionados con la evolución de los peces.
Nelson obtuvo su doctorado de la Universidad de Columbia Británica en 1965. Trabajó la mayor parte de su carrera en la Universidad de Alberta, donde se retiró en 2002. Después de esto ocupó el cargo de profesor emérito y permaneció activo en el campo científico hasta sus últimos años.
Aparte de su carrera como docente, Nelson era un cinturón negro en karate.

## Legado
Especies descritas por Nelson:
- Bembrops morelandi  Nelson, 1978
- Limnichthys polyactis  Nelson, 1978
- Hemerocoetes  artus  Nelson, 1979
- Hemerocoetes  morelandi  Nelson, 1979
- Psychrolutes sio  Nelson, 1980
- Pteropsaron heemstrai  Nelson, 1982
- Osopsaron natalensis  Nelson, 1982
- Ebinania macquariensis  Nelson, 1982
- Ebinania malacocephala  Nelson, 1985
- Creedia alleni  Nelson, 1983
- Creedia partimsquamigera  Nelson, 1983
- Crystallodytes pauciradiatus  Nelson & Randall, 1985
- Cottunculus nudus  Nelson, 1989
- Psychrolutes microporos  Nelson, 1995
- Ambophthalmos eurystigmatephoros  Jackson & Nelson, 1999
- Neophrynichthys heterospilos  Jackson & Nelson, 2000
- Ebinania australiae  Jackson & Nelson, 2006

Especies que llevan su nombre:
- Barilius nelsoni  Barman, 1988
- Bembrops nelsoni  Thompson & Suttkus, 2002
- Granulacanthus joenelsoni  Hanke, Wilson, & Lindoe, 2001
- Myopsaron nelsoni  Shibukawa, 2010